# Justin Georges Ebengue
Justin Georges Ebengue (ur. 18 maja 1970) – kameruński duchowny rzymskokatolicki, biskup Yokadoumy od 2025. 

## Życiorys
Studiował filozofię i teologię w Wyższym Seminarium Duchownym w Bertoua, ukończył studia z prawa kanonicznego na Katolickim Uniwersytecie Afryki Środkowej w Jaunde. 18 lutego 2006 przyjął święcenia kapłańskie i został włączony w duchowieństwo diecezji Batouri. Posługiwał m.in. jako duszpasterz parafialny, kanclerz diecezji Doumé-Abong’ Mbang, rektor kościoła katedralnego w Batouri, członek kolegium konsultorów oraz rady kapłańskiej. W latach 2017–2018 był administratorem diecezji Batouri. Pełnił urząd rektora seminarium duchownego w Bertoua.
11 stycznia 2025 papież Franciszek mianował go biskupem diecezjalnym Yokadoumy. Sakry udzielił mu 1 marca 2025 metropolita Douala, arcybiskup Samuel Kleda. 